# Michael Obiku
Michael Obiku (sinh ngày 24 tháng 9 năm 1968) là một cầu thủ bóng đá người Nigeria.

## Đội tuyển bóng đá quốc gia Nigeria
Michael Obiku thi đấu cho đội tuyển bóng đá quốc gia Nigeria từ năm 1988 đến 1993.

## Thống kê sự nghiệp
| Đội tuyển bóng đá Nigeria | Đội tuyển bóng đá Nigeria | Đội tuyển bóng đá Nigeria |
| Năm                       | Trận                      | Bàn                       |
| ------------------------- | ------------------------- | ------------------------- |
| 1988                      |                           |                           |
| 1989                      | 3                         | 1                         |
| 1990                      | 0                         | 0                         |
| 1991                      | 0                         | 0                         |
| 1992                      | 0                         | 0                         |
| 1993                      | 1                         | 0                         |
| Tổng cộng                 | 4+                        | 1+                        |